# Helena Mičkalová
Helena Mičkalová, rozená Kolečkářová, (3. září 1935, Mistřín – 22. listopadu 2011, Velké Karlovice) byla česká spisovatelka, etnografka, folkloristka, pedagožka a kronikářka. 
Narodila se v Mistříně na Kyjovsku a prázdniny trávila u matčiných rodičů ve Velkých Karlovicích. V Kroměříži vystudovala Střední pedagogickou školu (1954) a pak Pedagogický institut ve Zlíně (1966). Jako učitelka pracovala v letech 1962–1969 ve škole v Karlovicích, kde v letech 1985–1990 působila i jako zástupkyně ředitele. Více než 40 let vedla obecní kroniku. Působila v místním ochotnickém divadle a folklorním souboru Valašský krůžek UP závodů. Celkem 27 let vedla dětský soubor Javorníček a od roku 1978 také ženský pěvecký sbor Karlovjanky.
Od místních lidí sbírala karlovické pověsti a v roce 1976 je začala vydávat v Ostravském měsíčníku. Po roce 1989 je také publikovala v Zemědělských novinách. Svou sbírku pověstí ve valašském nářečí vydala v několika knihách a do novin a časopisů přispívala články týkajících se regionální historie a místopisu. Spolupracovala při vydávání časopisu Dědina pod Bezkydem. Některé pověsti byly v roce 2019 zpracovány jako komiks. Výběr pověstí byl v roce 2023 zpracován jako audiokniha.

## Soukromý život
V červenci 1958 se provdala za Jiřího Mičkala, s nímž měla děti Marka a Hanu. Mezi její zájmy patřila i turistika. Manžel Jiří byl dlouholetým předsedou místní tělovýchovné jednoty Tatran a turistického oddílu Tatranturist. Byl vnukem Jiřího Vašuta, který v roce 1888 koupil hospodu na Čartáku pod Soláněm. Hospodu navštěvovalo mnoho umělců a z jejich darů zde vznikla obrazová galerie.

## Ocenění
Při příležitosti jejích nedožitých 80. narozenin jí byla 4. září 2015 na obecním úřadu ve Velkých Karlovicích odhalena pamětní deska, kterou vytvořil akademický sochař Zdeněk Kolářský se synem Petrem.

## Dílo
- O čem si vyprávjajú Karlovjané. Ilustrace Kornelie Němečková. [s.l.]: Nadat plus, 1997. 118 s. ISBN 80-238-0808-7.
- Co sa Karlovjanom stalo aj nestalo. Ilustrace Kornelie Němečková. [s.l.]: [s.n.], 1999. 96 s.
- Co si pamatujú Karlovjané. Ilustrace Kornelie Němečková. [s.l.]: [s.n.], 2001. 105 s. ISBN 80-238-7642-2.
- Zlatá studánka. Ilustrace Ilja Hartinger. [s.l.]: Lípa, 2001. 133 s. ISBN 80-86093-60-3. Pověsti z valašského nářečí převedla do spisovné češtiny Eva Hanková
- Velké Karlovice – cesty za minulostí a krásou. [s.l.]: Obec Velké Karlovice, 2007. 119 s. ISBN 978-80-254-3950-0. Spoluautor Vojtěch Bajer
- Velké Karlovice – cesty za minulostí a krásou II. Soláň a všechno hezké na něm a kolem něho. [s.l.]: Obec Velké Karlovice, 2008. 184 s. ISBN 978-80-254-2567-1.